# 創作和太鼓
創作和太鼓（そうさくわだいこ）とは、和太鼓を主体とする音楽のこと。

## 歴史
太鼓奏者の小口大八は、胴の長さや直径等の違いで音が違ってくることを利用し、これを組み合わせることによって太鼓をひとつの音楽に仕立て上げた。これが、複式複打法とよばれる、大人数によって様々な種類の太鼓が合奏のように演奏されるようになる組太鼓のはじまりである。これが編み出されるまで、他の芸能の脇役を務めることが多かった和太鼓は、複式複打法の確立により、和太鼓を主体とした音楽の地位を確立する。1998年の長野県オリンピックの閉会式の「日本の祭り」では2000人による揃い打ちが行われた。
佐渡島に誕生した鬼太鼓座をはじめとして創作和太鼓集団が日本各地に誕生したほか、北米などではルーツやアイデンティティを求める日系人の若者を中心に和太鼓集団が誕生し、他の人種をも巻き込んで活動を展開している。

## 楽曲
和太鼓の楽曲は、古くからの楽曲を元に復元したものや、近現代に新たに作曲されたものがある。
- 小口大八: 『勇駒、信濃田楽、万岳の響き』

長野オリンピックの閉会式等で演奏された。複式複打法 (組太鼓) 作品。
- 鬼太鼓座・鼓童:『屋台囃子』『大太鼓』『三宅』など

秩父屋台囃子や福井県三国太鼓、三宅島神着木遣り太鼓など伝統和太鼓をもとに組太鼓曲として創作したもの。上述の小口の『勇み駒』とともに和太鼓の定番曲として海外の和太鼓チームでも広く演奏されている。
- 石井眞木: 日本太鼓と銅鑼のための『モノクローム』（1976年）

現代音楽作曲家の石井が小澤征爾に紹介された鬼太鼓座のために書いた。五線譜で書かれた初めての和太鼓曲で、民俗芸能に西洋音楽的要素が加わり、鬼太鼓座(と鼓童)を現代音楽演奏家としても世界に認知させるきっかけとなった曲。石井は、その後も鼓童のための『入破』(1981年)など創作和太鼓のための曲をいくつか書いている。
- 西村朗: 『星辰神楽』8人の日本打楽器アンサンブルのための (1992年)

国立劇場委嘱作品。春秋社より楽譜出版。普段は西洋打楽器を演奏する作曲者と縁の深い「パーカッショングループ72」が初演した。太鼓以外にも多くの日本の打楽器が登場する作品だが、第2楽章は太鼓ソロ（単式単打法）。複層リズムによるヘテロフォニーや不規則なアクセントによるケチャの影響など、作曲者の初期作品の語法が和太鼓ひとつで見事に再現されている。

### オーケストラとの共演作品

#### ソリストとして主役で扱われる作品
- 石井眞木: 日本太鼓とオーケストラのための『モノプリズム』(1976年)

尾高賞を受賞。同じ作曲者の作品に日本太鼓のための『モノクローム』・『モノクロームII』もある。それぞれ組太鼓作品で、鬼太鼓座が初演。
- 松下功: 和太鼓とオーケストラのための協奏曲『飛天遊』(1993-94年)

太鼓奏者は一人（ソロ）。1994年７月30日新星日本交響楽団サントリーホール公演で「鼓童」代表の林英哲が初演、指揮は現田茂夫。翌日には十束尚宏指揮広島交響楽団と広島厚生年金会館で共演。
- 伊福部昭:『倭太鼓とオーケストラのためのロンド・イン・ブーレスク』(1983年)

太鼓奏者は一人（ソロ）。単式単打法。他に『日本の太鼓「ジャコモコ・ジャンコ」』(1984年)。

#### 打楽器編成の一部に和太鼓を使う作品
- 外山雄三:『管弦楽のためのラプソディ』

## 伝承方法
和太鼓の楽曲には主として口伝が用いられる。口伝では右で叩く音を「ドン」（もしくは「ド」）、左で叩く音を「コン」（もしくは「コ」）で伝えられ、その余韻によって拍を取り、メロディーとする。
また、口伝以外の方法として、一線譜も用いられることがある（詳しくは一線譜#楽器ごとの違い和太鼓の項を参照）。

## 創作和太鼓に関する主な行事

### 個人が参加可能な行事
- 日本太鼓講習会：毎年数回、全国各地で開催

### 複数のアマチュア和太鼓集団が参加する各種行事

#### 屋外で行われ、録音、撮影が可能なもの
- 北海道
- 東北
  - 8月上旬：霊山太鼓祭り（伊達市）
- 関東
  - 5月中旬：太鼓フェスティバル@神田祭（千代田区）（隔年開催）
  - 8月上旬：沼田まつり（沼田市）
  - 8月中旬：上州の夏祭り（前橋市）
  - 8月下旬：くずう原人まつり（佐野市）
  - 8月下旬：祭りつくば（つくば市）
  - 10月上旬：富岡どんとまつり（富岡市）（隔年開催）
- 中部
  - 8月：O・TA・I・KO 響<オタイコひびけ>（越前町）
  - 8月：岡谷太鼓祭り（岡谷市）（2006年は中止）
  - 9月上旬：神恩感謝日本太鼓祭（伊勢市）
- 近畿
  - 8月：和太鼓サウンド夢の森（甲賀市）
  - 9月：和太鼓フェスタ（豊中市）
- 中国
- 四国
- 九州

#### 屋内で行われるもの（録音、撮影禁止の場合有り）
- 北海道
- 東北
- 北関東
  - 不定期：茨城の太鼓（茨城県内各地で持ち回り開催）
- 南関東
  - 10月下旬：和太鼓フェスティバル（四街道市）
  - 11月中旬：日本太鼓ジュニアコンクール東京大会（品川区）
- 関東
  - 11月中旬：東京の太鼓『桴の響演』（東京都内各地で持ち回り開催）
  - 11月23日（祝）：東京多摩太鼓祭り（東京都多摩地域内各地で持ち回り開催）
- 中部
- 近畿
  - 不定期：一打祭
- 中国
- 11月上旬：和太鼓フェスティバル（岡山県総社市）
- 四国
- 九州

## 主な和太鼓団体
- 日本太鼓協会

### 個別の団体
50音順、( )内は本拠地
- 伊豫之二名島扶桑太鼓(愛媛県伊予市)
- 御諏訪太鼓(岡谷市)
- 鬼太鼓座(富士市)
- 鼓童(佐渡市)
- 志多ら(東栄町)
- 石神井太鼓保存会　せんば太鼓(練馬区)
- 万代太鼓(新潟市)
- 倭 -YAMATO（奈良県明日香村）
- 和太鼓グループ彩 -sai-(東京都葛飾区)
- 倭太鼓飛龍(大阪市)

## 主な和太鼓奏者(プロ)
- 林英哲
- TAKERU
- 御木裕樹
- ヒダノ修一
- 坂本雅幸
- 林田ひろゆき